# Kraftwerk Häusern
Das Kraftwerk Häusern ist ein Pumpspeicherkraftwerk bei Häusern im südlichen Schwarzwald. Es ist das älteste der fünf Kraftwerke der Schluchseegruppe und wurde von 1929 bis 1931 errichtet. Mit dem Schluchsee als Oberbecken ist es über einen 6,2 Kilometer langen Druckstollen verbunden, durch den im Pumpbetrieb 40 Kubikmeter und im Generatorbetrieb 86 Kubikmeter Wasser pro Sekunde fließen.
Das Kraftwerk verfügt über vier ternäre Maschinensätze mit stehenden Wellen, bestehend aus Pumpe, Wandler, Turbine und Generator. Die maximale Generatorleistung beträgt 100 MW, sowohl Turbine als auch Pumpe sind mit Francis Laufrädern bestückt.
Oberhalb des Kraftwerks befindet sich im Fels ein Wasserschloss mit über 80 Metern Höhe und 10 Metern Durchmesser. Wie auf dem Bild rechts zu sehen befindet sich oberhalb des Kraftwerks das Schieberhaus, von dem aus das Wasser zum Maschinenhaus über vier schräge Druckrohrleitungen aus Stahlrohren geführt wird, deren Länge 260 Meter beträgt, bevor es nach der Turbinierung in das Schwarzabecken fließt.
Das Unterbecken des Kraftwerk Häusern, das Schwarzabecken, ist zugleich Oberbecken des Kraftwerks Witznau.
Bis zur endgültigen Fertigstellung des Druckstollens und des Kraftwerks Witznau diente das Schwarzabecken auch als Staubecken des heute aufgelassenen Kraftwerks Eichholz im Schwarzatal. 
Die Schieberkammer wird parallel zu den Druckrohren mit einer einspurigen Standseilbahn,  Fabrikat Von Roll, Werk Bern, erschlossen. In der Talstation befindet sich der Windenantrieb, am Berg nur die Umlenkung, die rückführenden Seile werden über Stützen getragen.
Über einen Stollen können bis zu 50 Kubikmeter pro Sekunde aus dem etwas höher liegenden Albbecken in das Schwarzabecken beigeleitet werden.

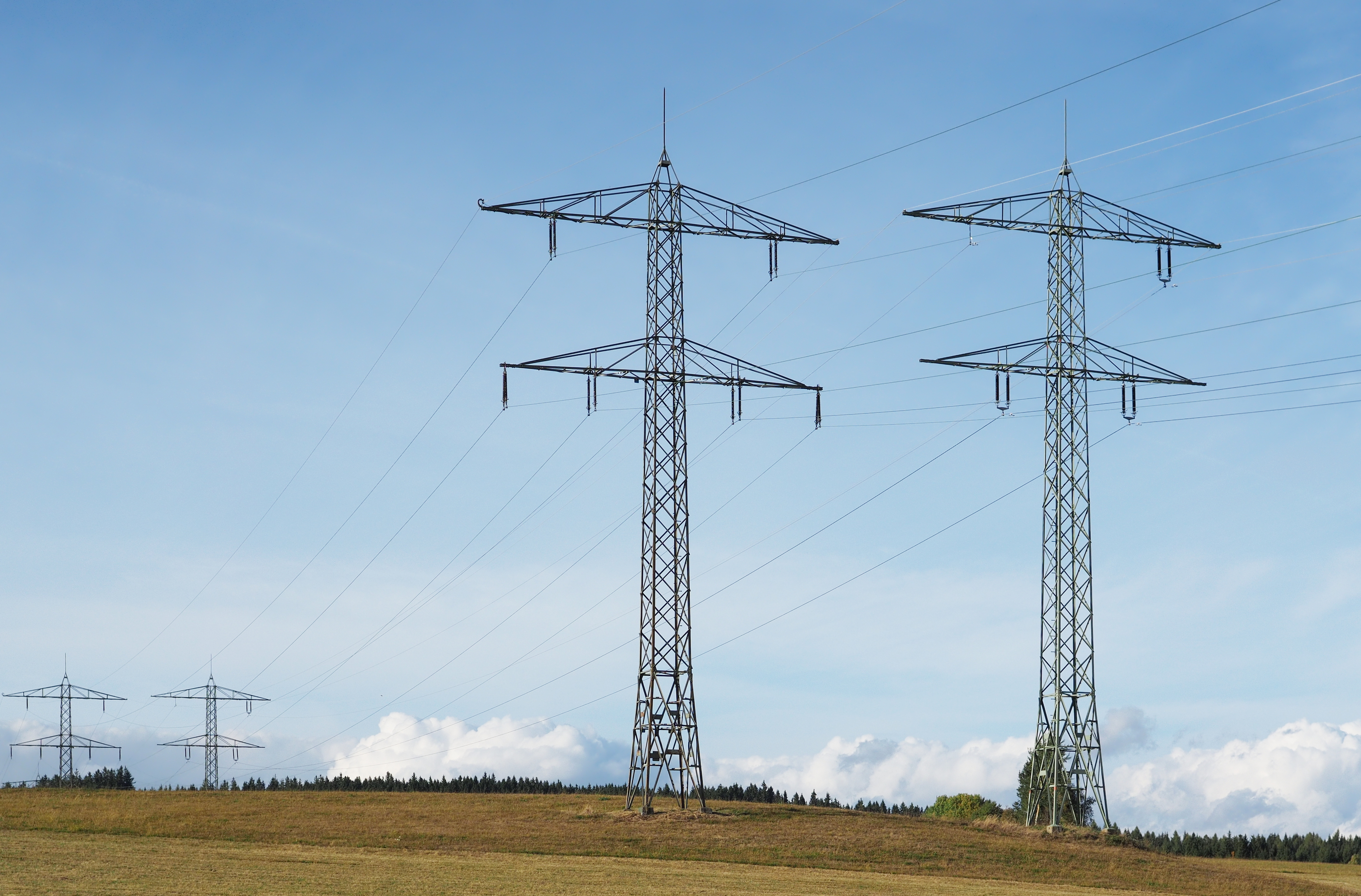
Abgehende Leitungen bei Brenden

Die erzeugte elektrische Leistung wird über zwei 110-kV-Leitungen abgeführt, die vom Abspannportal des Kraftwerks quer über das Schwarzabecken führen. Der erste Mast befindet sich am gegenüberliegenden Ufer bei 47° 45′ 14″ N, 8° 11′ 31″ O.